# Lirim Kastrati (calciatore 2 febbraio 1999)
Lirim Kastrati (Mališevo, 2 febbraio 1999) è un calciatore kosovaro con cittadinanza albanese, difensore del Widzew Łódź e della nazionale kosovara.

## Carriera

### Club
Nato a Mališevo, in Kosovo, durante la guerra, è di etnia albanese. Da giovane si trasferisce in Italia, dove inizia a giocare a calcio. Nel 2013, a 14 anni, la Roma lo acquista dal San Paolo Padova. Con i giallorossi vince al primo anno il Campionato Giovanissimi e la stagione successiva quello Allievi. Nella stagione 2016-2017 passa in Primavera, con cui conquista subito la Supercoppa Primavera e la Coppa Italia Primavera.
La stagione seguente, tuttavia, non riesce a confermarsi come titolare, ciò comporta nel 2018 al suo trasferimento al Bologna.
Dopo due stagioni al Bologna, il 22 luglio 2020 si trasferisce dagli ungheresi dell'Újpest.

### Nazionale
Nel 2015 viene convocato dall'Under-17 albanese, con cui disputa 6 gare, 3 delle quali nelle qualificazioni all'Europeo di categoria 2016 in Azerbaigian e segna una rete.
Nel 2017 viene convocato dalla nazionale maggiore kosovara, con la quale debutta il 9 ottobre, nell'ultima gara delle qualificazioni al Mondiale 2018 in Russia, in trasferta a Reykjavík contro l'Islanda, gara persa per 2-0 nella quale entra al 78' al posto di Besar Halimi. Segna la sua prima rete con la nazionale kosovara il 18 novembre 2020, nella vittoria per 1 a 0 nella partita di Nations League contro la Moldavia.

## Statistiche

### Presenze e reti nei club
Statistiche aggiornate al 16 dicembre 2023.
| Stagione        | Squadra         | Campionato      | Campionato | Campionato | Coppe nazionali | Coppe nazionali | Coppe nazionali | Coppe continentali | Coppe continentali | Coppe continentali | Altre coppe | Altre coppe | Altre coppe | Totale | Totale |
| Stagione        | Squadra         | Comp            | Pres       | Reti       | Comp            | Pres            | Reti            | Comp               | Pres               | Reti               | Comp        | Pres        | Reti        | Pres   | Reti   |
| --------------- | --------------- | --------------- | ---------- | ---------- | --------------- | --------------- | --------------- | ------------------ | ------------------ | ------------------ | ----------- | ----------- | ----------- | ------ | ------ |
| 2020-2021       | Újpest          | NB1             | 23         | 1          | CU              | 5               | 1               | -                  | -                  | -                  | -           | -           | -           | 28     | 2      |
| 2021-2022       | Újpest          | NB1             | 28         | 1          | CU              | 4               | 0               | UECL               | 4                  | 0                  | -           | -           | -           | 36     | 1      |
| 2022-2023       | Újpest          | NB1             | 18         | 1          | CU              | 1               | 0               | -                  | -                  | -                  | -           | -           | -           | 19     | 1      |
| 2023-gen. 2024  | Újpest          | NB1             | 13         | 0          | CU              | 2               | 0               |                    | -                  | -                  | -           | -           | -           | 15     | 0      |
| Totale carriera | Totale carriera | Totale carriera | 82         | 3          |                 | 12              | 1               |                    | 4                  | 0                  |             | -           | -           | 98     | 4      |

### Cronologia presenze e reti in nazionale
| Cronologia completa delle presenze e delle reti in nazionale ― Kosovo | Cronologia completa delle presenze e delle reti in nazionale ― Kosovo | Cronologia completa delle presenze e delle reti in nazionale ― Kosovo | Cronologia completa delle presenze e delle reti in nazionale ― Kosovo | Cronologia completa delle presenze e delle reti in nazionale ― Kosovo | Cronologia completa delle presenze e delle reti in nazionale ― Kosovo | Cronologia completa delle presenze e delle reti in nazionale ― Kosovo | Cronologia completa delle presenze e delle reti in nazionale ― Kosovo |
| Data                                                                  | Città                                                                 | In casa                                                               | Risultato                                                             | Ospiti                                                                | Competizione                                                          | Reti                                                                  | Note                                                                  |
| --------------------------------------------------------------------- | --------------------------------------------------------------------- | --------------------------------------------------------------------- | --------------------------------------------------------------------- | --------------------------------------------------------------------- | --------------------------------------------------------------------- | --------------------------------------------------------------------- | --------------------------------------------------------------------- |
| 9-10-2017                                                             | Reykjavík                                                             | Islanda                                                               | 2 – 0                                                                 | Kosovo                                                                | Qual. Mondiali 2018                                                   | -                                                                     | 78’                                                                   |
| 13-11-2017                                                            | Kosovska Mitrovica                                                    | Kosovo                                                                | 4 – 3                                                                 | Lettonia                                                              | Amichevole                                                            | -                                                                     | 70’                                                                   |
| 12-1-2020                                                             | Doha                                                                  | Kosovo                                                                | 0 – 1                                                                 | Svezia                                                                | Amichevole                                                            | -                                                                     | 46’                                                                   |
| 10-11-2021                                                            | Pristina                                                              | Kosovo                                                                | 0 – 2                                                                 | Giordania                                                             | Amichevole                                                            | -                                                                     | 46’                                                                   |
| 14-11-2021                                                            | Amarousio                                                             | Grecia                                                                | 1 – 1                                                                 | Kosovo                                                                | Qual. Mondiali 2022                                                   | -                                                                     | 86’                                                                   |
| 24-3-2022                                                             | Pristina                                                              | Kosovo                                                                | 5 – 0                                                                 | Burkina Faso                                                          | Amichevole                                                            | -                                                                     | 81’                                                                   |
| 29-3-2022                                                             | Zurigo                                                                | Svizzera                                                              | 1 – 1                                                                 | Kosovo                                                                | Amichevole                                                            | -                                                                     | 90’                                                                   |
| 2-6-2022                                                              | Larnaca                                                               | Cipro                                                                 | 0 – 2                                                                 | Kosovo                                                                | UEFA Nations League 2022-2023 - 1º turno                              | -                                                                     |                                                                       |
| 5-6-2022                                                              | Pristina                                                              | Kosovo                                                                | 0 – 1                                                                 | Grecia                                                                | UEFA Nations League 2022-2023 - 1º turno                              | -                                                                     |                                                                       |
| 9-6-2022                                                              | Pristina                                                              | Kosovo                                                                | 3 – 2                                                                 | Irlanda del Nord                                                      | UEFA Nations League 2022-2023 - 1º turno                              | -                                                                     | 90+2’                                                                 |
| 16-11-2022                                                            | Pristina                                                              | Kosovo                                                                | 2 – 2                                                                 | Armenia                                                               | Amichevole                                                            | -                                                                     | 46’                                                                   |
| 19-11-2022                                                            | Pristina                                                              | Kosovo                                                                | 1 – 1                                                                 | Fær Øer                                                               | Amichevole                                                            | -                                                                     | cap.                                                                  |
| 12-11-2023                                                            | Pristina                                                              | Kosovo                                                                | 1 – 0                                                                 | Israele                                                               | Qual. Euro 2024                                                       | -                                                                     | 46’                                                                   |
| 18-11-2023                                                            | Basilea                                                               | Svizzera                                                              | 1 – 1                                                                 | Kosovo                                                                | Qual. Euro 2024                                                       | -                                                                     | 46’                                                                   |
| 21-11-2023                                                            | Pristina                                                              | Kosovo                                                                | 0 – 1                                                                 | Bielorussia                                                           | Qual. Euro 2024                                                       | -                                                                     | 67’ 88’                                                               |
| Totale                                                                |                                                                       | Presenze                                                              | 15                                                                    |                                                                       | Reti                                                                  | 0                                                                     |                                                                       |

## Palmarès

### Club

#### Competizioni giovanili
- Campionato Nazionale Under-15: 1

Roma: 2013-2014
- Campionato Nazionale Under-17: 1

Roma: 2014-2015
- Supercoppa Primavera: 1

Roma: 2016
- Coppa Italia Primavera: 1

Roma: 2016-2017
- Torneo di Viareggio: 1

Bologna: 2019
- Campionato Primavera 2: 1

Bologna: 2018-2019
- Supercoppa Primavera 2: 1

Bologna: 2019

#### Competizioni nazionali
- Coppa d'Ungheria: 1

Ujpest: 2020-2021